# Логар
Логар е провинция в източен Афганистан с площ 3880 км² и население 550 300 души (2006). Административен център е град Пул и Алам.

## Административно деление
Провинцията се поделя на 5 общини.